# Latkova vas
Latkova vas je naselje u slovenskoj Općini Prebold. Latkova vas se nalazi u pokrajini Štajerskoj i statističkoj regiji Savinjskoj.

## Stanovništvo
Prema popisu stanovništva iz 2019. godine naselje je imalo 1.027 stanovnika.